# 굴톱프

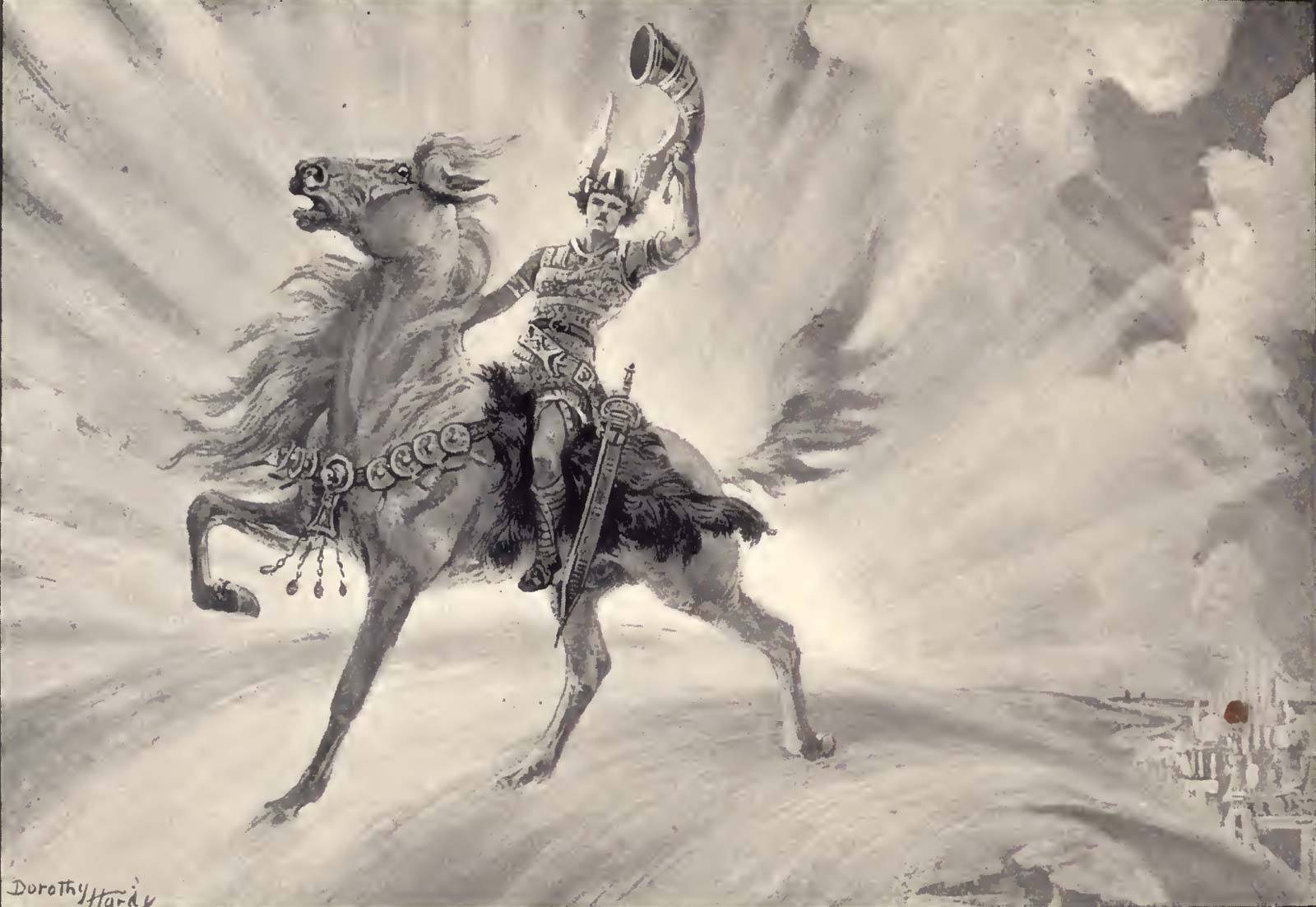

굴톱프(고대 노르드어: Gulltoppr→황금의 갈기)는 북유럽 신화에 등장하는 말이다. 《고 에다》의 〈그림니르가 말하기를〉과 《신 에다》의 〈이름의 암송〉에서 언급된다. 〈길피의 속임수〉에 따르면 이 말의 주인은 헤임달이라고 한다.